# Buraco de oxiânion

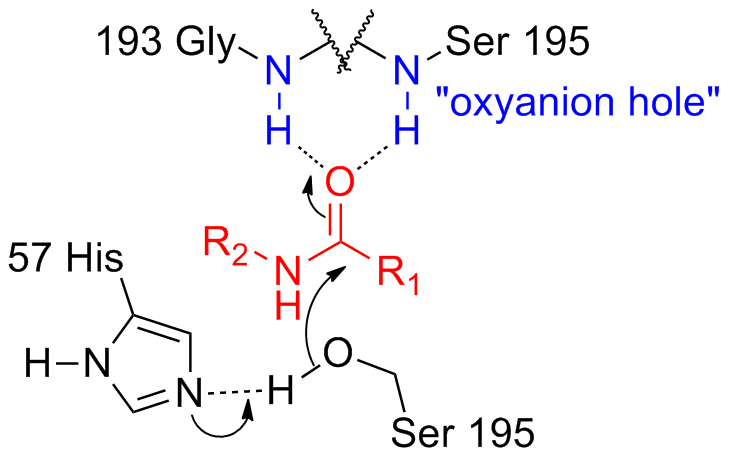
O buraco de oxiânion de uma serina protease (preto) estabiliza o acúmulo de carga negativa no estado de transição do substrato (vermelho) usando ligações de hidrogênio das amidas da estrutura da enzima (azul)

O buraco de oxiânion é uma bolsa no sítio ativo de uma enzima que estabiliza a carga negativa do estado de transição em um oxigênio ou alcóxido desprotonado. O bolso normalmente consiste em amidas de base ou resíduos carregados positivamente. Estabilizar o estado de transição reduz a energia de ativação necessária para a reação e, portanto, promove a catálise. Por exemplo, proteases como a quimotripsina contêm um buraco de oxiânion para estabilizar o ânion intermediário tetraédrico formado durante a proteólise e protege o oxigênio carregado negativamente do substrato das moléculas de água. Além disso, pode permitir a inserção ou posicionamento de um substrato, que sofreria impedimento estérico se não pudesse ocupar o buraco (como o BPG na hemoglobina). As enzimas que catalisam reações de várias etapas podem ter vários buracos de oxiânion que estabilizam diferentes estados de transição na reação.